# 鵟號巡洋艦
鵟号是德意志帝国海军于19世纪80年代建造的一艘四等巡洋舰。它是同名船级的首舰，同级还有另外五艘舰。该舰自1888年开始铺设龙骨，至1890年1月下水并于同年10月交付使用。鵟号是专为执行海外任务而设计，装备有八门105毫米口径的主炮，航速可达15.5節（28.7每小時）。
鵟号的大部分服役生涯都在海外度过，先是于1890年代中期被编入东亚分舰队，继而于20世纪的头十年被派驻德属东非。它的役期相对平和；其唯一参与的重大行动是1894年驻扎在亚洲期间曾协助镇压了萨摩亚当地的叛乱。1910年，该舰回到德国，在本土仅继续服役了两年，便于1912年10月从海军名录中除籍，至次年在汉堡拆解报废。

## 设计

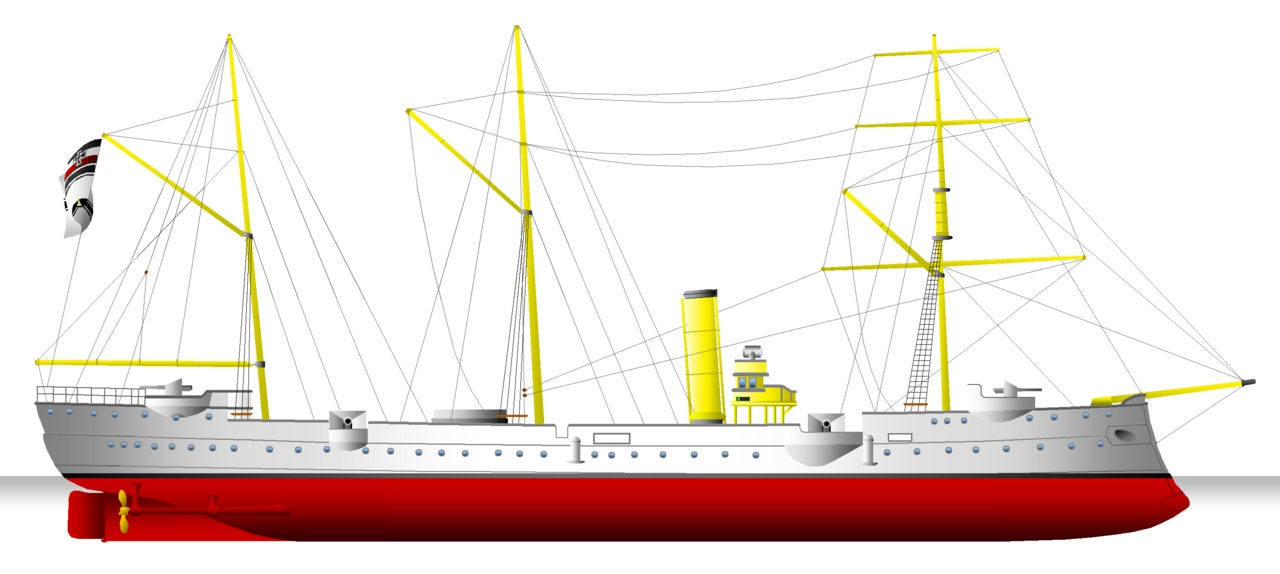
鵟级秃鹫号的插画

随着1871年后德意志帝国的经济扩张，帝国海军有必要将军舰常驻在海外殖民地，以保护德国公民在当地的权益。由于船员宿营空间的局促和低适航性，既有的炮舰并非合适的舰种。它们的武器装备也被视为过于薄弱。相反，所需船具应具有较大的排水量并通过轮机驱动，以使它们能够监控大片海域。这类舰只还应继续配备适当的风帆索具，以便在长途航行中节省煤炭。这些要求在1886－1887财年获得拨款的两艘燕子级巡洋舰得到落实，它们为更大的鵟级奠定了基础。
鵟号的船体采用横向钢框架构造，并有一直延伸至上甲板的黄松外板，表面再覆裹一层蒙次合金以保护木材免受船蛆的侵害。舰只的水线长和全长分别为79.62米和82.6米，有12.5米的舷宽以及4.45米的前吃水。其标准排水量为1559吨，满载时则可达1868吨。推进装置由两台卧式三缸三胀往复式蒸汽机组成，各负责驱动一副直径为3米的三叶螺旋桨。蒸汽由四台燃煤圆柱形火管锅炉提供，它们通过管道汇入一具单座烟囱。发动机的额定功率为2,800匹公制馬力（2,100千瓦特），设计航速15.5節（28.7每小時），并能够以9節（17每小時）的速度连续航行2,990海里（5,540）。舰只最初配备有一套总表面积为856平方米的辅助用前桅横帆三桅式索具；但在1899－1900年改装为双桅纵帆样式（约600平方米）过程中，主桅被拆除，后桅仅保留了一副不带斜桁索具的三角帆。其标准船员编制为9名军官及152名水兵。
该舰的主炮由八门单座安装的105毫米35倍径箍炮组成，共配备800发弹药。它们的射程为8200米。其中两门并排放置在艏楼，四门分居两边舷侧：一对在舷外平台上、一对在炮眼内，最后两门则并排安装在后甲板。副炮则由五门37毫米转膛炮组成，用于防御鱼雷艇。此外，舰只还配备有两具350毫米鱼雷发射管和5枚鱼雷，均安装在甲板上。

## 服役历史
鵟号是以“C号四等巡洋舰”（Kreuzer IV. Classe）作为合同代号，于1888年8月在但泽的帝国船厂开建。它于1890年1月23日下水；随后的舾装工作进展迅速，使这艘新巡洋舰于1890年10月7日便已准备好交付帝国舰队使用。此后，它便被部署至德意志帝国的海外驻地。在运用生涯的早期阶段，鵟号曾跟随东亚分舰队在东亚基地服役。1892年5月在奥克兰完成大修后，该舰奉命前往新几内亚的威廉皇帝领，连同政府专员和部分当地警察部队一起对巴布亚人进行了惩罚性讨伐——这是由于在1891年夏天，他们在哈茨费尔德港杀害了三名德国传教士和当地工人。1893年7月，鵟号与姊妹舰隼号协助镇压了在萨摩亚由马塔阿法·尤瑟福领导的当地叛乱。英国的老式护卫舰库拉索号也加入了它们的行列，这三艘舰于7月7日炮击了叛军阵地，迫使对方投降。马塔阿法被带往首都阿皮亚，而鵟号则留在后方，以确保对其支持者解除武装。
1898年，鵟号返回德国，于3月抵达易北河。在回程途中，它还为柏林动物园带回了几只热带鸟类。抵埗后，该舰便进入但泽帝国船厂的旱坞接受重建。其三桅式索具由此被替换为双桅纵帆样式，并获得了一个全新、更大的司令塔建筑。工程于1900年完结，鵟号随即重返服役。为了应对同年早些时候在中国爆发的义和团运动，它被派往增援东亚分舰队。8月6日，在前往中国的途中，由于窨井衬垫破裂，鵟号的锅炉舱发生爆炸；事故造成3名水兵死亡，另有3人重伤。抵达中国后，该舰伙同其姊妹舰海雕号和秃鹫号一起攻击了大沽口炮台。其船员在战斗过程中没有伤亡。

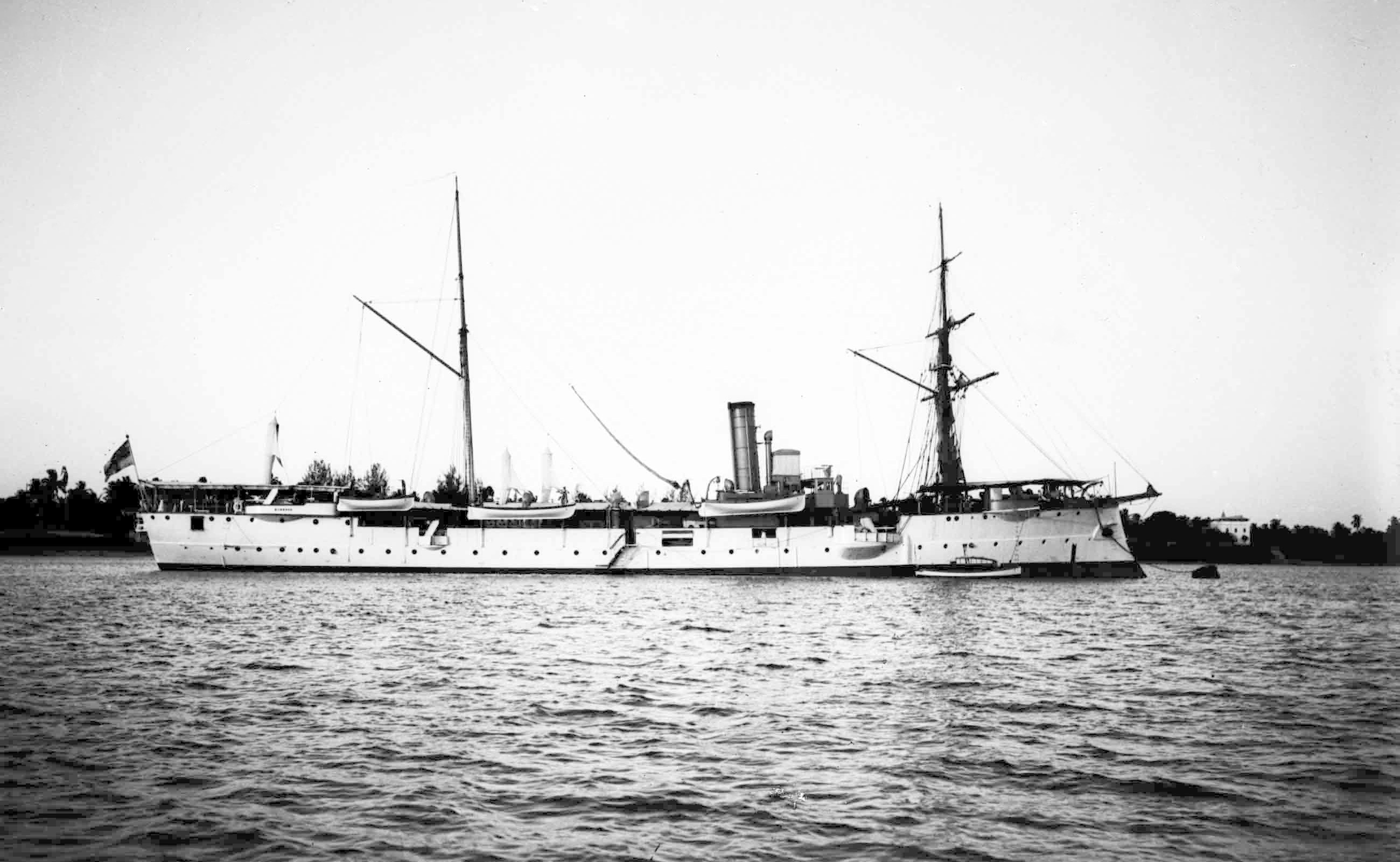
鵟号在达累斯萨拉姆，彼时主桅已被移除

1904年，鵟号与燕子号巡洋舰一同被部署至德属东非的东非基地。当时在非洲的德国军舰只有炮舰苍鹰号和狼号；但这两艘舰都驻扎在德属西非。鵟号于1904年4月26日离开青岛，至6月30日抵达达累斯萨拉姆，彼时燕子号已被其姊妹舰雀鹰号取代。而在去程途中，鵟号的船员已在科伦坡被从不来梅哈芬搭乘邮轮美因号（Main）而来的轮替班组所取代。轮替船员中包括继任舰长、海军上尉奥托·巴克以及汉斯·帕舍，后者开始在鵟号担任导航官，为期两年。
鵟号参与了对马及马及叛乱的镇压。1905年7月末，鲁菲吉河南岸的萨曼加地区发生大规模骚乱，起义爆发。德国殖民政府于8月1日知悉事件。时值德属西南非洲爆发赫雷罗人和纳马人起义（1904－1907年），为了避免德属东非南部再次爆发冲突，总督古斯塔夫·阿道夫·冯·葛岑要求国家海军办公室立即通过帝国海军提供支援，以便迅速将部队部署至叛乱区。8月3日傍晚，鵟号搭载着时任防务部队总司令的库尔特·约翰内斯少校、4名军官和2名士官，连同120名非洲土著兵和搬运工启航。在随后几天里，海军和防务部队的几个分遣队从鵟号登陆各海岸，以保护岸防基地并与叛乱分子作战。其中，由帕舍率领的分遣队曾分别在基卢瓦基温杰、莫霍罗和萨曼加等地参与战斗。
在叛乱初期直至大约1905年9月底，鵟号是帝国海军中唯一一艘支援东非殖民政府和防务部队行动的军舰。随着时间的推移，政府对向叛乱地区运送部队和物资的需求自然增长，因此批准了从青岛调配海雕号和忒提斯号小巡洋舰。到1908年，雀鹰号被转移至德属西非，海雕号则接替了它的位置。鵟号一直留在非洲，直至1910年，其第二次也是最后一次回到德国。它在国内仅服役了很短一段时间，便于1912年10月从海军名录中除籍，至次年在汉堡拆解报废。